# Rudnik Mały (województwo śląskie)
Rudnik Mały – wieś w Polsce, położona w województwie śląskim, w powiecie częstochowskim, w gminie Starcza. 
W latach 1975–1998 miejscowość położona była w województwie częstochowskim.

## Historia wsi
Po informacje o historii wsi zapraszamy na stronę: https://www.gmina-starcza.pl/kategorie/rudnik-maly